# Сплюшка амазонійська
Сплюшка амазонійська (Megascops watsonii) — вид совоподібних птахів родини совових (Strigidae). Мешкає в Амазонії.

## Опис

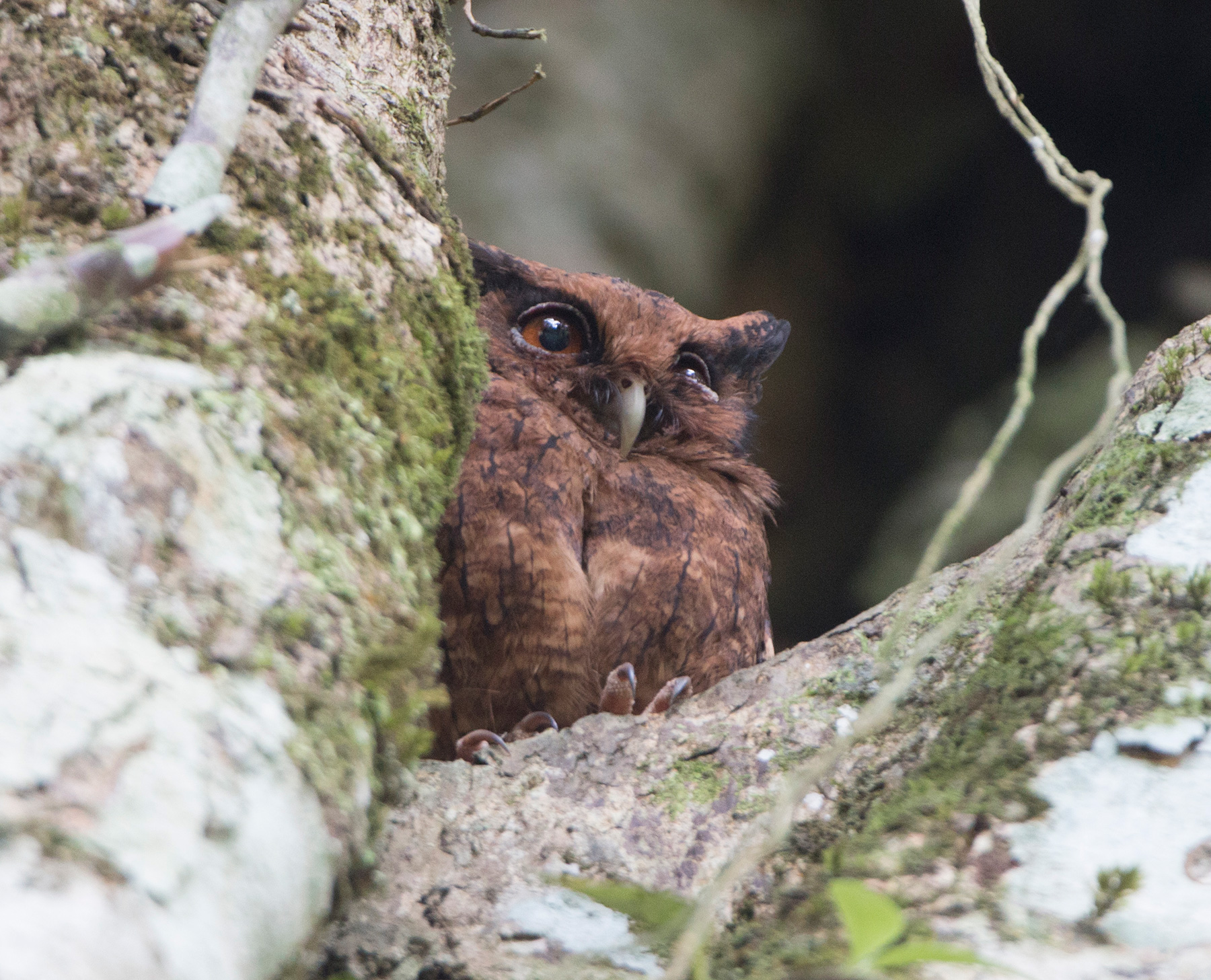
Амазонійська сплюшка

Представники номінативного підвиду мають довжину 19-24 см. Представники номінативного підвиду важать 114-155 г, представники підвиду M. w. usta важать 115-141 г. У представників номінативного підвиду тім'я і верхня частина тіла темно-сірувато-коричневі, поцятковані чорними і охристими плямками і смужками. Хвіст смугастий, коричнево-охристий. Лицевий диск темно-охристий з вузькими темними краями, над очима темно-охристі "брови". Груди темно-коричневі, поцятковані невеликими охристими плямками. Решта нижньої частини тіла охриста, поцяткована чорними смужками, на животі невеликі білі плямки. Очі темно-жовті. Представники підвиду M. w. usta мають переважно руде забарвлення, смуги на нижній частині тіла у них більш широкі, а очі карі. Існують також коричневі і охристі морфи. 
Голос — довга серія швидких криків, які спочатку стають швидшими і гучнішими, а потім затихають з низькою треллю, у представників підвиду M. w. usta серія криків більш повільна. Також можна почути коротку серію криків «ву-ву-ву». 

## Підвиди
Виділяють два підвиди:
- M. w. watsonii (Cassin, 1849) — схід Колумбії, Еквадору, північний схід Перу, південь Венесуели, Гвіана і північ Бразильської Амазонії;
- M. w. usta (Sclater, PL, 1858) — схід Перу, північ Болівії і південь Бразильської Амазонії.

## Поширення і екологія
Амазонійські сплюшки мешкають в Колумбії, Еквадорі, Перу, Болівії, Бразилії, Венесуелі, Гаяні, Суринамі і Французькій Гвіані. Вони живуть у вологих рівнинних і заболочених тропічних лісах, на висоті до 800 м над рівнем моря. Ведуть нічний спосіб життя. Живляться комахами, можливо, також дрібними хребетними. Гніздяться в дуплах дерев.